# Polski Instytut Spraw Międzynarodowych
Polski Instytut Spraw Międzynarodowych (PISM) – państwowa jednostka organizacyjna powołana w 1947, funkcjonująca w obecnej formie na mocy Ustawy z 20 grudnia 1996 w celu prowadzenia działalności badawczej, analitycznej, szkoleniowej i archiwistycznej w zakresie spraw międzynarodowych. Dyrektora PISM powołuje Prezes Rady Ministrów na kadencje pięcioletnie. Bieżący nadzór nad pracą instytutu sprawuje Minister Spraw Zagranicznych.
W latach 1994–1996 instytut stanowił jeden z wydziałów Ministerstwa Spraw Zagranicznych. Współczesny PISM buduje swój wizerunek jako jednego z opiniotwórczych think tanków w Europie Środkowo-Wschodniej. W myśl tej wizji sytuując się pomiędzy światem polityki a niezależną analizą, PISM zapewnia wsparcie decydentom i dyplomatom, inicjuje publiczną debatę ekspercką oraz upowszechnia wiedzę o współczesnych stosunkach międzynarodowych. Działalności PISM przyświeca przekonanie, że proces podejmowania decyzji na arenie międzynarodowej powinien się opierać w jak największym stopniu na wiedzy płynącej z rzetelnych i wiarygodnych badań.
Instytut współpracuje z Agencją Wywiadu, Agencją Bezpieczeństwa Wewnętrznego, Służbą Wywiadu Wojskowego i Służbą Kontrwywiadu Wojskowego.

## Historia
PISM został powołany do życia 3 czerwca 1947 przez Sejm Ustawodawczy. W 1972 Instytut uzyskał prawo nadawania stopnia doktora, z którego jako pierwszy skorzystał Jerzy Robert Nowak. W okresie „polskiego sierpnia” (1980–1981) w instytucie nie powstała „Solidarność”. W 1993 instytut został zlikwidowany, a jego struktury przekształcono w wydział MSZ pod nazwą „Biuro Studiów Międzynarodowych – PISM”. W 1996 reaktywowano PISM jako państwową jednostkę organizacyjną pod nazwą Polski Instytut Spraw Międzynarodowych z siedzibą w Warszawie.
PISM mieścił się w al. I Armii WP 11 w Warszawie (1948–1949), obecnie przy ul. Wareckiej 1a.

## Zadania statutowe PISM
Zadania Instytutu są określone w Ustawie z dnia 20 grudnia 1996 o Polskim Instytucie Spraw Międzynarodowych. Należą do nich:
- prowadzenie badań naukowych w zakresie spraw międzynarodowych;
- przygotowywania analiz, ekspertyz i studiów prognostycznych z zakresu spraw międzynarodowych;
- doskonalenie zawodowe kadr wykonujących zadania w zakresie stosunków międzynarodowych i polityki zagranicznej Rzeczypospolitej Polskiej;
- upowszechnianie w społeczeństwie polskim wiedzy z dziedziny współczesnych stosunków międzynarodowych;
- utrzymywanie kontaktów z ośrodkami szkoleniowymi, naukowymi i politycznymi w Rzeczypospolitej Polskiej i za granicą;
- gromadzenie specjalistycznego księgozbioru i dokumentacji naukowej, a także prowadzenie otwartej działalności bibliotecznej;
- działalność wydawnicza.

Kompetencje instytutu szczegółowo określa Rozporządzenie Prezesa Rady Ministrów w sprawie nadania statutu Polskiemu Instytutowi Spraw Międzynarodowych z dnia 30 września 2004 r., które precyzuje jego zakres działania:
- prowadzenie interdyscyplinarnych i porównawczych badań naukowych w zakresie stosunków wielostronnych i dwustronnych Rzeczypospolitej Polskiej z podmiotami prawa międzynarodowego, w tym w szczególności Organizacją Traktatu Północnoatlantyckiego i państwami sąsiednimi, a także z Unią Europejską, oraz polityki zagranicznej Rzeczypospolitej Polskiej i zagadnień globalizacji;
- sporządzanie analiz, ekspertyz i prognoz w zakresie spraw międzynarodowych, z inicjatywy własnej albo z inicjatywy Prezydenta Rzeczypospolitej Polskiej, Prezesa Rady Ministrów, ministra właściwego do spraw gospodarki, Ministra Obrony Narodowej, ministra właściwego do spraw zagranicznych oraz – w miarę możliwości – innych ministrów, Sekretarza Komitetu Integracji Europejskiej, komisji sejmowych i senackich oraz klubów poselskich i senatorskich;
- upowszechnianie wiedzy z dziedziny stosunków międzynarodowych oraz polityki zagranicznej Rzeczypospolitej Polskiej, w tym problematyki integracji europejskiej – w szczególności za pośrednictwem Internetu i innych środków masowego przekazu oraz seminariów, konwersatoriów, odczytów, wykładów i publikacji własnych;
- gromadzenie specjalistycznego księgozbioru i dokumentacji naukowej, w szczególności w zakresie, o którym mowa w pkt 1, a także prowadzenie otwartej działalności bibliotecznej w zakresie objętym działalnością Instytutu;
- doskonalenie zawodowe pracowników wykonujących zadania w zakresie stosunków międzynarodowych i polityki zagranicznej Rzeczypospolitej Polskiej, w szczególności pracowników urzędów obsługujących ministra właściwego do spraw gospodarki, ministra właściwego do spraw zagranicznych, Ministra Obrony Narodowej i Komitetu Integracji Europejskiej, poprzez prowadzenie Kolegium Stosunków Międzynarodowych;
- współpraca ze szkołami wyższymi, ośrodkami naukowymi i innymi instytucjami krajowymi i zagranicznymi w zakresie objętym działalnością Instytutu.

## Działalność
PISM realizuje własne i międzynarodowe projekty badawcze, przygotowuje raporty i analizy oraz współpracuje z instytucjami o podobnym profilu na świecie. W międzynarodowym rankingu The Global “Go-To Think Tanks” 2014 przygotowywanym corocznie przez Think Tanks and Civil Societies Program z Uniwersytetu w Pensylwanii, Polski Instytut Spraw Międzynarodowych (PISM) zajął pierwsze miejsce na świecie w kategorii think tanków z budżetem do 5 milionów dolarów. Uznano go także za trzeci najlepszy tego typu ośrodek w Europie Środkowo-Wschodniej. Ponadto instytut zajął siódme miejsce na świecie wśród think tanków z afiliacją rządową. Wyróżniono także współtworzony przez PISM raport Ku wspólnej europejskiej strategii globalnej. Publikacja zajęła  trzecie miejsce w kategorii „Best Policy Study/Report Produced by a Think Tank (2013–2014)” („Najlepsza publikacja/raport o tematyce politologicznej wydana przez think tank”). Ranking jest co roku przygotowywany przez Think Tanks and Civil Societies Program na  Uniwersytecie w Pensylwanii. Powstaje na podstawie nominacji zgłaszanych przez ponad 1950 instytucji analityczno-badawczych, które oceniają 6500 think tanków na całym świecie.
Polski Instytut Spraw Międzynarodowych przeprowadza analizy na potrzeby administracji publicznej, mediów oraz środowisk biznesowych, dlatego też trzonem PISM jest Biuro Badań i Analiz, w którym pracuje ponad trzydziestu analityków. Przygotowują oni analizy, ekspertyzy i studia prognostyczne zarówno na zamówienie organów władzy publicznej, jak i z własnej inicjatywy. Prowadzą interdyscyplinarne i porównawcze badania naukowe z zakresu polskiej polityki zagranicznej, integracji europejskiej, stosunków transatlantyckich, bezpieczeństwa międzynarodowego i energetycznego oraz gospodarki światowej. W sferze zainteresowań znajdują się także zagadnienia instytucjonalne związane z kształtowaniem i prowadzeniem polityki zagranicznej oraz metodologia studiów nad polityką zagraniczną i sprawami międzynarodowymi.
PISM organizuje liczne konferencje, dyskusje i seminaria, w których uczestniczą politycy, parlamentarzyści, pracownicy administracji publicznej, a także naukowcy, dziennikarze, studenci oraz przedstawiciele innych ośrodków analitycznych czy organizacji pozarządowych. Wydarzenia PISM przyczyniają się do rozwijania publicznego wymiaru polityki zagranicznej. W działalności informacyjnej PISM regularnie współpracuje z ośrodkami analitycznymi i akademickimi z kraju i zagranicy. Utrzymuje kontakty z instytucjami większości krajów Unii Europejskiej, Stanów Zjednoczonych oraz krajów wschodzących. Ponadto analitycy PISM systematycznie dzielą się swoją wiedzą w opiniotwórczych programach radiowych i telewizyjnych oraz publikują artykuły w prasie krajowej i zagranicznej.

### Programy i projekty badawcze
Europa Środkowa
W ramach programu obejmującego Czechy, Słowację, Węgry oraz kraje Bałkanów Zachodnich i Wschodnich, prowadzone są badania nad ewolucją współpracy politycznej, społecznej i gospodarczej (w tym energetycznej i infrastrukturalnej) krajów regionu w powiązaniu z przemianami w ich polityce wewnętrznej i zagranicznej. Równie istotnym zagadnieniem jest znaczenie geopolityczne Europy Środkowej i jej miejsce w polityce globalnych graczy – Chin, Rosji czy Stanów Zjednoczonych. Do programu należy też analiza potencjału Grupy Wyszehradzkiej (V4) i formatu V4+ jako forów promujących współpracę regionalną, zwiększających wpływ Polski na przyszłość UE oraz wspierających politykę jej rozszerzenia i europejską politykę sąsiedztwa wobec Bałkanów Zachodnich i krajów Partnerstwa Wschodniego.

#### Europa Wschodnia
Grupa bada relacje Polski z krajami poradzieckimi, jak również politykę UE wobec Europy Wschodniej i Partnerstwa Wschodniego. Zajmuje się m.in. polityką zagraniczną i wewnętrzną Rosji, Ukrainy, Białorusi. Uwaga analityków skupia się na kwestiach mających istotny wpływ na bezpieczeństwo energetyczne Unii Europejskiej i Polski – działaniach głównych dostawców i państw tranzytowych w handlu nośnikami energii.

#### Międzynarodowe stosunki gospodarcze i problemy globalne
Zakres badań grupy obejmuje przede wszystkim najważniejsze procesy zachodzące w gospodarce światowej, ich wpływ na funkcjonowanie instytucji współpracy wielostronnej (m.in. WTO, MFW, G8, G20) oraz międzynarodowych organizacji gospodarczych, a także ewolucję prawa międzynarodowego i instytucji międzynarodowych, rolę systemu Narodów Zjednoczonych i organizacji regionalnych w porządku globalnym. Analizie poddawane są również zagadnienia sektorowe ważne dla szeroko rozumianych stosunków międzynarodowych, jak np.: globalne rokowania klimatyczne, negocjacje handlowe WTO w ramach rundy Doha, reforma międzynarodowego systemu finansowego, polityka rozwojowa. Z coraz baczniejszą uwagą grupa śledzi ewolucję pozycji mocarstw wschodzących, przede wszystkim Chin, Indii i Brazylii, oraz rozwój stosunków tych państw z Polską i Unią Europejską.
Unia Europejska
Grupa monitoruje działalność UE, rozwój instytucjonalny i polityczny w Unii, politykę energetyczną oraz reformy realizowane w czasie kryzysu gospodarczego i finansowego. Analizie poddawana jest także polityka zagraniczna Unii i rozwój Europejskiej Służby Działań Zewnętrznych, jak też unijne programy gospodarcze (strategia lizbońska, Europa 2020).
Bezpieczeństwo europejskie i przemysł obronny
Cele badawcze Projektu obejmują analizę ewolucji zagrożeń dla bezpieczeństwa Europy i jednocześnie polityki bezpieczeństwa krajów europejskich, w tym jej głównych instrumentów: Organizacji Traktatu Północnoatlantyckiego, Wspólnej Polityki Bezpieczeństwa i Obrony UE oraz Organizacji Bezpieczeństwa i Współpracy w Europie. Równocześnie Projekt bada zmiany zachodzące na europejskim rynku uzbrojenia, w wydatkach państw Europy na obronność oraz trendy dotyczące prywatyzacji bezpieczeństwa i obronności.  Szczególnym celem projektu jest wsparcie procesu formułowania i implementacji polityki bezpieczeństwa Rzeczypospolitej Polskiej, we wszystkich jej wymiarach: polityki w NATO, UE i innych organizacjach międzynarodowych, regionalnej i dwustronnej współpracy w dziedzinie bezpieczeństwa i obrony a także polityce przemysłowej wobec sektora obronnego oraz transformacji i modernizacji Sił Zbrojnych Rzeczypospolitej Polskiej.

#### Bliski Wschód i Afryka Północna
Do najważniejszych zagadnień projektowych należą procesy transformacyjne i demokratyzacyjne w świecie arabskim, ze szczególnym uwzględnieniem Egiptu i Tunezji oraz problem zmian społeczno-politycznych w państwach Zatoki Perskiej. W ramach projektu analizowane są także wyzwania dla bezpieczeństwa wewnętrznego i regionalnego (tj. konflikt izraelsko-palestyński, konflikt w Syrii, konflikty transgraniczne w Afryce Północnej). Zakres badań obejmuje również stosunki bilateralne państw arabskich i Izraela z Polską, jak również stosunki Unii Europejskiej z Bliskim Wschodem i Afryką Północną, w tym relacje w subregionie Morza Śródziemnego oraz politykę innych mocarstw wobec Bliskiego Wschodu.
Energia
Celem  badań w ramach projektu „Energia” jest analiza i wyjaśnianie zależności między energetyką, gospodarką a polityką. Naszą ambicją jest aktywny udział we wspólnej debacie publicznej wraz z administracją, instytucjami pozarządowymi i przedstawicielami sektora. Obecnie badania w ramach projektu koncentrują się nad polityką energetyczną oraz klimatycznej Unii Europejskiej, bezpieczeństwem surowcowym oraz zarządzaniem w polityce energetycznej.

#### Biblioteka PISM
Posiada jeden z największych w Polsce (blisko 200 tys. woluminów) specjalistyczny księgozbiór z zakresu spraw międzynarodowych. Zawiera on publikacje na temat stosunków międzynarodowych, polityki zagranicznej, prawa i bezpieczeństwa międzynarodowego, gospodarki światowej, procesów globalizacji, historii dyplomacji, integracji europejskiej i studiów regionalnych. Biblioteka PISM ma status biblioteki depozytowej Organizacji Narodów Zjednoczonych. Zgromadziła największą w Polsce kolekcję serii wydawniczych dokumentów dyplomatycznych opublikowanych w wybranych krajach.

#### Akademia PISM
Akademia PISM jest częścią Polskiego Instytutu Spraw Międzynarodowych. Misją Akademii PISM jest rozwój zawodowy pracowników administracji publicznej oraz pracowników sektora prywatnego poprzez udział w szkoleniach, warsztatach oraz kursach z zakresu stosunków międzynarodowych i dyplomacji.

### Publikacje
Analizy PISM publikowane są w formie ekspertyz, rekomendacji i raportów. Do najważniejszych zaliczyć można:
- Biuletyn PISM
- PISM Strategic Files
- PISM Policy Papers
- Raporty PISM

Wydawane są również książki oraz czasopisma w języku polskim i angielskim: „Polski Przegląd Dyplomatyczny”, „Sprawy Międzynarodowe”, „The Polish Quarterly of International Affairs”, „Rocznik Polskiej Polityki Zagranicznej”, „Yearbook of Polish Foreign Policy”. PISM jest także wydawcą serii Polskie Dokumenty Dyplomatyczne (PDD), w ramach której publikowane są materiały archiwalne ilustrujące historię polskiej polityki zagranicznej w latach 1918–1989.

## Kierownictwo

### Dyrektorzy PISM 1947-1993
- płk. Marian Muszkat (1947)
- Aleksander Weryka (1947–1948)
- Marian Muszkat (1949–1951)
- Juliusz Katz-Suchy (1951–1957)
- Julian Hochfeld (1957–1960)
- Ostap Dłuski (1960–1964)
- Adam Kruczkowski (1964–1968)
- Ryszard Frelek (1968–1971)
- Marian Dobrosielski (1971–1980)
- Janusz Symonides (1980–1987)
- Maciej Perczyński (1987–1991)
- Antoni Kamiński (1991–1993)
- PISM stanowi jednostkę MSZ, 1994–1996

### Dyrektorzy PISM po 1996
- Ryszard Stemplowski (1999–2004)
- Jacek Foks (2004–2005, p.o.)
- Roman Kuźniar (2005–2007)
- Sławomir Dębski (2007–2010)
- Jacek Foks (2010, p.o.)
- Marcin Zaborowski (2010–2015)
- Anna Zielińska-Rakowicz (2015–2016, p.o.)
- Sławomir Dębski (2016–2024)
- Jarosław Ćwiek-Karpowicz (od 2024)

### Rada PISM
Rada PISM stanowi organ doradczy i opiniotwórczy, w skład której wchodzą przedstawiciele świata polityki, nauki i biznesu, wyróżniające się wysokim poziomem wiedzy w zakresie stosunków międzynarodowych i polityki zagranicznej. Członków Rady Instytutu powołuje Minister Spraw Zagranicznych na okres czterech lat. Obecnie członkami Rady są:
- Roman Kuźniar – przewodniczący Rady
- Andrzej Bobiński
- Artur Gruszczak
- Patrycja Grzebyk
- Marek Kornat
- Jerzy Koźmiński
- Henryka Mościcka-Dendys
- Ewa Ośniecka-Tamecka
- Eugeniusz Smolar
- Konrad Szymański
- Wojciech Warski
- Beata Wojna

## Finansowanie z budżetu państwa
Polski Instytut Spraw Międzynarodowych otrzymuje co roku dotację podmiotową w ramach części 45 budżetu państwa – Sprawy Zagraniczne.
W 2018 PISM otrzymał 9,01 mln zł. W ustawie budżetowej na 2019 wysokość dotacji dla Instytutu zaplanowano w wysokości 12,58 mln zł.
W ustawie budżetowej na 2024 wysokość dotacji ustanowiono na 20,363 mln zł.